# 宋黎
宋黎（1911年10月27日—2002年11月22日），男，吉林梨树人，中华人民共和国政治人物。

## 生平
1928年因组织反日活动被辽宁省西丰县立中学开除。1929年考入东北大学预科。九一八事变后流亡关内在北平复校。1932年，组织参加了辽西抗日义勇军。1934年义勇军失败，撤回北平，在东北大学政治经济系复读，1934年5月加入中国共产党并任东北大学地下党支部书记。1935年12月9日，担任一二九北平学生请愿游行的东北大学学生总指挥。
后进入东北军，担任张学良秘书，从事地下工作，并参与调解西安事变。
1945年，随中共中央代表团到重庆，参与重庆谈判。后随周恩来抵达南京继续谈判。第二次国共内战期间，任中共中央东北局城市工作部秘书长，中共辽宁省委城工部部长、沈阳市委常委、宣传部长等职位。
中华人民共和国成立后，历任辽西省人民政府副主席、旅大市人民委员会市长、第一届全国人大代表、辽宁省政协主席等职位。1958年遭中共迫害。